# Donji Lipovac (Brus)
Donji Lipovac (Servisch cyrillisch Доњи Липовац) is een plaats in de Servische gemeente Brus. De plaats telt 209 inwoners (2002).